# The golden orpheus festival '84
The golden orpheus festival '84 è il primo album live di Al Bano e Romina Power pubblicato nel 1984 solo in Bulgaria.
È stato registrato al Summer Theatre di Slanchev Bryag durante un concerto in occasione dell'edizione 1984 del festival bulgaro.
Contiene tra le varie canzoni anche una cover in italiano di The House of the Rising Sun.

## Tracce
1. Quando il sole tornerà (Nel sole) (Albano Carrisi, Pino Massara, Vito Pallavicini)
2. Io di notte (Albano Carrisi, Alessandro Colombini)
3. 13 dicembre (13, storia d'oggi) (Albano Carrisi, Vito Pallavicini)
4. Ragazzo che sorride (Il ragazzo che sorride) (Mikīs Theodōrakīs, Vito Pallavicini)
5. Mattino (Ruggero Leoncavallo, Vito Pallavicini)
6. O sole mio (Eduardo Di Capua, Giovanni Capurro)
7. Felicità (Cristiano Minellono, Dario Farina, Gino De Stefani)
8. Sharazan (Albano Carrisi, Ciro Dammicco, Romina Power)
9. Ci sarà (Cristiano Minellono, Dario Farina)
10. Mamma (La siepe) (Pino Massara, Vito Pallavicini)
11. The house of the rising sun (Tradizionale, Mogol, Vito Pallavicini)